# Nature Publishing Group
Nature Publishing Group es una división de la editorial científica internacional Springer Nature que publica revistas académicas, revistas, bases de datos en línea y servicios en ciencia y medicina. Nature Publishing Group es la publicación insignia de Nature, una revista multidisciplinaria semanal publicada por primera vez en 1869. También publica revistas Nature Research, revistas Nature Reviews (desde 2000) y revistas académicas de propiedad de la sociedad. Springer Nature también publica Scientific American en 16 idiomas, una revista destinada al público en general. En 2013, Nature Publishing Group adquirió una participación de control en Frontiers.
Antes de que Springer Nature se formara en 2015, Nature Publishing Group era una parte de Macmillan Science and Education, una subsidiaria de propiedad total de Holtzbrinck Publishing Group.

## Visión general de compañía
La Nature Publishing Group emplea por encima de 800 personas en sus oficinas en Londres, Ciudad de Nueva York, San Francisco, Seúl, Washington, Boston, Tokio, París, Múnich, Hong Kong, Melbourne, Gurgaon, Ciudad de México, y Basingstoke.

## Productos

### Revistas
Hasta septiembre de 2016, NPG publica 148 revistas académicas. La serie anterior de la clínica de la práctica de la naturaleza fue rebranded y doblada en la serie de las revisiones de la naturaleza en abril de 2009. También publican la serie njp (Nature Journal Partner).

### Libros de texto
En 2011, Nature lanzó su primera línea de libros de texto electrónicos para el mercado universitario, comenzando con los Principios de Biología, que fue adoptado por la Universidad Estatal de California. La línea de libros de texto ha sido descrita por Vikram Savkar, Vicepresidente Senior y Director de Publicación de Nature Publishing Group, como potencialmente rompiendo el modelo tradicional de publicación de libros de texto .

### Otros servicios
Otros servicios activos de Nature Publishing Group incluyen: 
- Naturejobs, que contiene información sobre carreras científicas, herramientas y trabajos.
- Un sitio complementario a ENCODE, la Encyclopedia of DNA Elements, un proyecto financiado por el Instituto Nacional de Investigación del Genoma Humano para identificar todas las regiones de transcripción, asociación de factor de transcripción, estructura de cromatina y modificación de histonas en la secuencia del genoma humano.
- Scitable (un espacio de aprendizaje colaborativo para estudiantes de ciencias).

Experimentos anteriores en la oferta de servicios en línea incluyen:
- El servidor de preimpresión Nature Precedings (que fue descontinuado en abril de 2012).
- Connotea (un servicio gratuito de gestión de referencia en línea para científicos, creado en diciembre de 2004 y descontinuado en marzo de 2013).
- Nature Network (un sitio web de redes sociales gratuito para los científicos, que fue puesto en modo de sólo lectura en diciembre de 2013).